# Excés d'infraroig
Un excés d'infraroig és una mesura d'una font astronòmica, típicament d'una estrella, que en la seva distribució espectral d'energia té un major flux d'infraroig mesurat del que s'esperava assumint que l'estrella és una radiació del cos negre. Els excessos d'infrarojos solen ser el resultat de la pols circumestel·lar i són comuns en objectes estel·lars joves i estrelles evolucionades a la Branca asimptòtica de les gegants o més antiga.
A més, el seguiment de l'excés d'emissió d'infrarojos a partir de sistemes estel·lars és un possible mètode que podria permetre la recerca de projectes d'enginyeria estel·lar a gran escala d'una hipotètica civilització extraterrestre; per exemple, una esfera de Dyson o un Eeixam de Dyson.